# Noodtiella gracile
Noodtiella gracile är en kräftdjursart som beskrevs av Mielke 1975. Noodtiella gracile ingår i släktet Noodtiella och familjen Ectinosomatidae. Arten är reproducerande i Sverige. Inga underarter finns listade i Catalogue of Life.